# Cinachyrella minuta
Cinachyrella minuta är en svampdjursart som först beskrevs av Wilson 1902.  Cinachyrella minuta ingår i släktet Cinachyrella och familjen Tetillidae.
Artens utbredningsområde är Puerto Rico. Inga underarter finns listade i Catalogue of Life.